# Nabaphite
La nabaphite è un minerale.